# غلبلاغ (حومة بيجار)
غلبلاغ (بالفارسية: گلبلاغ سفلی) هي قرية تقع في إيران في حومة. يقدر عدد سكانها بـ 40 نسمة بحسب إحصاء 2016.